# Комиски, Эндрю
Эндрю Комиски — американский христианский богослов, экс-гей, основатель «Desert Stream Ministries» — одного из ведущих отделов «Exodus International». Автор нескольких книг о преодолении гомосексуальности (одна из них, «Pursuing Sexual Wholeness», стала одним из самых популярных изданий, посвящённых этому вопросу), проводит семинары на ту же тему. Считается одним из лидеров движения экс-геев, появлялся на телепередаче «700 Club». В 2005 году переехал из Южной Калифорнии в Канзас-сити. Живёт с женой, имеет четырёх детей.

## Публикации
- Freeing the homosexual, Desert Stream Ministries, 1988, ISBN 0-88419-225-3
- Pursuing Sexual Wholeness: How Jesus Heals the Homosexual, Charisma House 1989, ISBN 0-88419-259-8
- Crosscurrent, Desert Stream Press, 1999, ISBN 1-930159-04-8
- The kingdom of God & the homosexual, Desert Stream Ministries, 2000, ISBN 1-930159-02-1
- Strength in Weakness: Overcoming Sexual and relationally Brokenness, InterVarsity press 2003, ISBN 0-8308-2368-9